# Megatherium
Megatherium (z řečtiny Mega-velký a Therion-zvíře) je vyhynulý rod obrovského pozemního lenochoda. Žil od období pliocénu do konce pleistocénu v Jižní Americe a Střední Americe, než byl zcela vyhuben. Dosahoval zhruba rozměrů (hmotnosti) dnešního slona, jeho hmotnost se pohybovala v rozmezí 4 až 6 tun.

## Potrava
Obří lenochod pojídal listy stromů, za kterými se natahoval opřený o zadní část těla. Výzkumy prokázaly, že nebyl všežravý, ale šlo o výlučného býložravce. Měl neobyčejně dlouhé drápy.

## Historie
Jeho fosilní pozůstatky byly poprvé objeveny již v roce 1788 v Argentině, přibližně sto kilometrů od Buenos Aires.

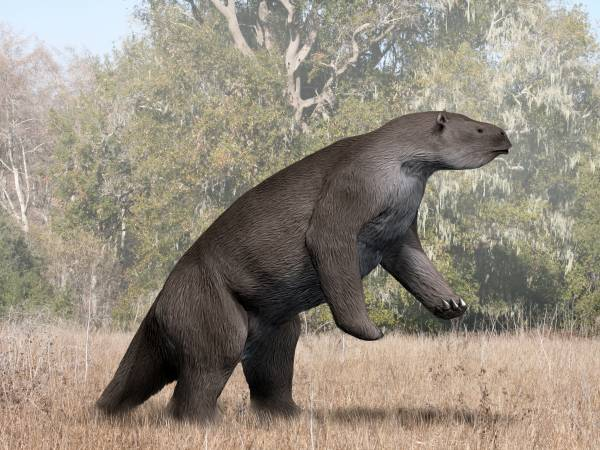
Rekonstrukce vzezření megatéria

Žil možná ještě kolem roku 8000 př. n. l. (před deseti tisíci lety), datum jeho přesného vyhynutí ale není známé. Objevy fosilních stop z Nového Mexika dokazují, že tito obří savci byli loveni pravěkým člověkem.

## V populární kultuře
Megatherium se objevuje v několika dokumentárních trikových filmech, např. Putování s pravěkými zvířaty. Je zde vyobrazen jako býložravec, který se občas oportunisticky přiživí i na čerstvých mršinách.
S obřím lenochodem se opakovaně setkává hrdina románu Ludvíka Součka Bohové Atlantidy.